# Queen + Paul Rodgers Tour
Los miembros de Queen, Brian May y Roger Taylor, se unieron al cantante Paul Rodgers a fines de 2004 con el nombre de Queen + Paul Rodgers para realizar una gira entre los años 2005 y 2006, y de cuyos conciertos se hicieron muchas grabaciones, que están disponibles para descargar en la página oficial del grupo. Además, grabaron el concierto en Sheffield para editar el CD doble y DVD Return of the Champions. Además de esa edición, grabaron algunos conciertos en Japón, de los cuales el dado el 27 de octubre se lanzó al mercado nipón el 2006 con el título Super Live in Japan, DVD doble que cuenta con el concierto completo, y extras como el backstage del concierto en la ciudad húngara de Budapest. 

## Lista de canciones

### Primera Manga
- 01. Tie Your Mother Down
- 02. Can't Get Enough
- 03. I Want To Break Free
- 04. Fat Bottomed Girls
- 05. Say It's Not True (Roger Taylor en la voz)
- 06. Too Much Love Will Kill You (Katie Melua en la voz)
- 07. Hammer To Fall (Brian May en la voz)
- 08. A Kind Of Magic
- 09. Feel Like Making Love
- 10. Radio Ga Ga (Roger Taylor en la voz)
- 11. Crazy Little Thing Called Love
- 12. The Show Must Go On
- 13. All Right Now
- 14. We Will Rock You
- 15. We Are The Champions (con Coro de niños africanos)

### Segunda, Tercera y Cuarta Manga
- 01. Lose Yourself [grabación]
- 02. Reachin' Out
- 03. Tie Your Mother Down
- 04. I Want To Break Free
- 05. Fat Bottomed Girls
- 06. Wishing Well
- 07. Crazy Little Thing Called Love
- 08. Say It's Not True
- 09. '39
- 10. Love Of My Life
- 11. Hammer To Fall slow/fast
- 12. Feel Like Makin' Love
- 13. Let There Be Drums
- 14. I'm In Love With My Car
- 15. Guitar solo
- 16. Last Horizon
- 17. These Are The Days Of Our Lives
- 18. Radio Ga Ga
- 19. Can't Get Enough
- 20. A Kind Of Magic
- 21. I Want It All
- 22. Bohemian Rhapsody
- 23. The Show Must Go On
- 24. All Right Now
- 25. We Will Rock You
- 26. We Are The Champions
- 27. God Save The Queen

#### Canciones Rara Vez Interpretadas
- A Little Bit Of Love (Primeros 6 conciertos)
- Seagull (Primeros 6 conciertos)
- Another One Bites The Dust (desde Birmingham en adelante)
- Under Pressure (6 en el Reino Unido/Irlanda)
- Fire And Water (Belfast, Dublín y Tokio)
- Long Away (Solo un verso - Pesaro, Budapest, Yokohama, Nagoya, Fukuoka)
- Tavaszi Szél Vizet Áraszt (parte - Budapest)
- '39 - dos versos (Primera vez en Leipzig, luego en la mayoría de conciertos)
- Danube Waltz (durante el solo de guitarra - Viena)
- Molly Malone (durante el solo de guitarra - Dublín)
- Sakura (durante el solo de guitarra - Tokio)
- Sunshine Of Your Love (parte - Newcastle)
- Imagine (Hyde Park)
- Bad Company (Aruba, en las fechas de EE. UU. + 2 en Japón)
- Rock'n'roll Fantasy (Aruba, ambas fechas de EE. UU.)
- Teo Torriatte (Fechas Japonesas)
- I Was Born To Love You (Fechas japonesas)

### Quinta Manga
- 01. Lose Yourself [tape]
- 02. Reachin' Out
- 03. Tie Your Mother Down
- 04. Fat Bottomed Girls
- 05. Can't Get Enough
- 06. Take Love
- 07. Crazy Little Thing Called Love
- 08. Love Of My Life
- 09. Hammer To Fall slow/fast
- 10. Feel Like Makin' Love
- 11. Let There Be Drums
- 12. I'm In Love With My Car
- 13. Guitar solo
- 14. Last Horizon
- 15. Bad Company
- 16. Another One Bites The Dust
- 17. Dragon Attack
- 18. These Are The Days Of Our Lives
- 20. Under Pressure
- 19. Radio Ga Ga
- 21. The Show Must Go On
- 22. Bohemian Rhapsody
- 23. We Will Rock You
- 24. All Right Now
- 25. We Are The Champions
- 26. God Save The Queen

#### Canciones Rara Vez Interpretadas
- I Want To Break Free (9 conciertos)
- '39 (4 conciertos)
- Say It's Not True (Miami)
- Red House (Vancouver)

## Fechas del Tour
| Fecha                                 | Ciudad                | País            | Lugar                       |
| ------------------------------------- | --------------------- | --------------- | --------------------------- |
| Primera Manga - Sudáfrica             |                       |                 |                             |
| 19 de marzo de 2005                   | George                | Sudáfrica       | Fancourt                    |
| Segunda Manga - Europa                |                       |                 |                             |
| 28 de marzo de 2005                   | Londres               | Reino Unido     | Brixton Academy             |
| 30 de marzo de 2005                   | París                 | Francia         | Le Zenith                   |
| 1 de abril de 2005                    | Madrid                | España          | Palacio de los Deportes     |
| 2 de abril de 2005                    | Barcelona             | España          | Palau Sant Jordi            |
| 4 de abril de 2005                    | Roma                  | Italia          | Palalottomatica             |
| 5 de abril de 2005                    | Milán                 | Italia          | Forum                       |
| 7 de abril de 2005                    | Florencia             | Italia          | Nelson Mandela Forum        |
| 8 de abril de 2005                    | Pésaro                | Italia          | BPA Pals                    |
| 10 de abril de 2005                   | Basilea               | Suiza           | St. Jakobshalle             |
| 13 de abril de 2005                   | Viena                 | Austria         | Stadthalle                  |
| 14 de abril de 2005                   | Múnich                | Alemania        | Olympiahalle                |
| 15 de abril de 2005                   | Gdansk                | Polonia         | Hala Olivia                 |
| 16 de abril de 2005                   | Praga                 | República Checa | Sazka Arena                 |
| 17 de abril de 2005                   | Leipzig               | Alemania        | Leipzig Arena               |
| 19 de abril de 2005                   | Fráncfort del Meno    | Alemania        | Festhalle                   |
| 20 de abril de 2005                   | Amberes               | Bélgica         | Sportpaleis                 |
| 23 de abril de 2005                   | Budapest              | Hungría         | Budapest Sports Arena       |
| 25 de abril de 2005                   | Dortmund              | Alemania        | Westfalenhalle              |
| 26 de abril de 2005                   | Róterdam              | Países Bajos    | Ahoy Hall                   |
| 28 de abril de 2005                   | Hamburgo              | Alemania        | Color Line Arena            |
| 30 de abril de 2005                   | Estocolmo             | Suecia          | Globen                      |
| 3 de mayo de 2005                     | Newcastle             | Reino Unido     | Metro                       |
| 4 de mayo de 2005                     | Mánchester            | Reino Unido     | MEN Arena                   |
| 6 de mayo de 2005                     | Birmingham            | Reino Unido     | NEC Arena                   |
| 7 de mayo de 2005                     | Cardiff               | Reino Unido     | International               |
| 9 de mayo de 2005                     | Sheffield             | Reino Unido     | Hallam FM Arena             |
| 11 de mayo de 2005                    | Londres               | Reino Unido     | Wembley Arena               |
| 13 de mayo de 2005                    | Belfast               | Irlanda         | Odyssey Arena               |
| 14 de mayo de 2005                    | Dublín                | Irlanda         | The Point                   |
| 2 de julio de 2005                    | Lisboa                | Portugal        | Estadio del Restelo         |
| 6 de julio de 2005                    | Colonia               | Alemania        | Estadio Rhein Energie       |
| 10 de julio de 2005                   | Arnhem                | Países Bajos    | Gelredome                   |
| 15 de julio de 2005                   | Londres               | Reino Unido     | Hyde Park                   |
| Tercera Manga - Aruba, Estados Unidos |                       |                 |                             |
| 8 de octubre de 2005                  | Oranjestad            | Aruba           | Entertainment Center        |
| 16 de octubre de 2005                 | East Rutherford       | Estados Unidos  | Continental Airlines Arena  |
| 22 de septiembre de 2005              | Los Ángeles           | Estados Unidos  | Hollywood Bowl              |
| Cuarta Manga - Japón                  |                       |                 |                             |
| 26 y 27 de octubre de 2005            | Saitama               | Japón           | Saitama Arena               |
| 29 y 30 de octubre de 2005            | Yokohama              | Japón           | Yokohama Arena              |
| 1 de noviembre de 2005                | Nagoya                | Japón           | Nagoya Dome                 |
| 3 de noviembre de 2005                | Fukuoka               | Japón           | Fukuoka Dome                |
| Quinta Manga - Norteamérica           |                       |                 |                             |
| 3 de marzo de 2006                    | Miami                 | Estados Unidos  | American Airlines Arena     |
| 4 de marzo de 2006                    | Jacksonville, Florida | Estados Unidos  | Veterans Memorial Arena     |
| 7 de marzo de 2006                    | Duluth                | Estados Unidos  | Gwinett Center              |
| 8 de marzo de 2006                    | Washington            | Estados Unidos  | MCI Center                  |
| 10 de marzo de 2006                   | Worcester             | Estados Unidos  | Digital Credit Union Center |
| 12 de marzo de 2006                   | Uniondale             | Estados Unidos  | Nassau Coliseum             |
| 14 de marzo de 2006                   | Filadelfia            | Estados Unidos  | Wachovia Center             |
| 16 de marzo de 2006                   | Toronto               | Canadá          | Air Canada Centre           |
| 17 de marzo de 2006                   | Buffalo               | Estados Unidos  | HSBC Arena                  |
| 20 de marzo de 2006                   | Pitsburg              | Estados Unidos  | Mellon Arena                |
| 21 de marzo de 2006                   | Cleveland             | Estados Unidos  | Quicken Loans Arena         |
| 23 de marzo de 2006                   | Rosemont              | Estados Unidos  | Allstate Arena              |
| 24 de marzo de 2006                   | Auburn Hills          | Estados Unidos  | The Palace of Auburn Hills  |
| 26 de marzo de 2006                   | St. Paul              | Estados Unidos  | Xcel Energy Center          |
| 27 de marzo de 2006                   | Milwaukee             | Estados Unidos  | Bradley Center              |
| 31 de marzo de 2006                   | Glendale              | Estados Unidos  | Glendale Arena              |
| 1 de abril de 2006                    | San Diego             | Estados Unidos  | Cox Arena                   |
| 3 de abril de 2006                    | Anaheim               | Estados Unidos  | Arrowhead Pond              |
| 5 de abril de 2006                    | San José              | Estados Unidos  | HP Pavilion Center          |
| 7 de abril de 2006                    | Las Vegas             | Estados Unidos  | MGM Grand Arena             |
| 10 de abril de 2006                   | Seattle               | Estados Unidos  | Key Arena                   |
| 11 de abril de 2006                   | Portland              | Estados Unidos  | Rose Garden Arena           |
| 13 de abril de 2006                   | Vancouver             | Canadá          | Pacific Coliseum            |
| 25 de mayo de 2006                    | Las Vegas             | Estados Unidos  | Mandalay Bay Events Center  |